# Klasyfikacja medalowa Letnich Igrzysk Olimpijskich 1896
     kraje, które zdobyły co najmniej jeden złoty medal
     kraje, które nie zdobyły żadnego medalu

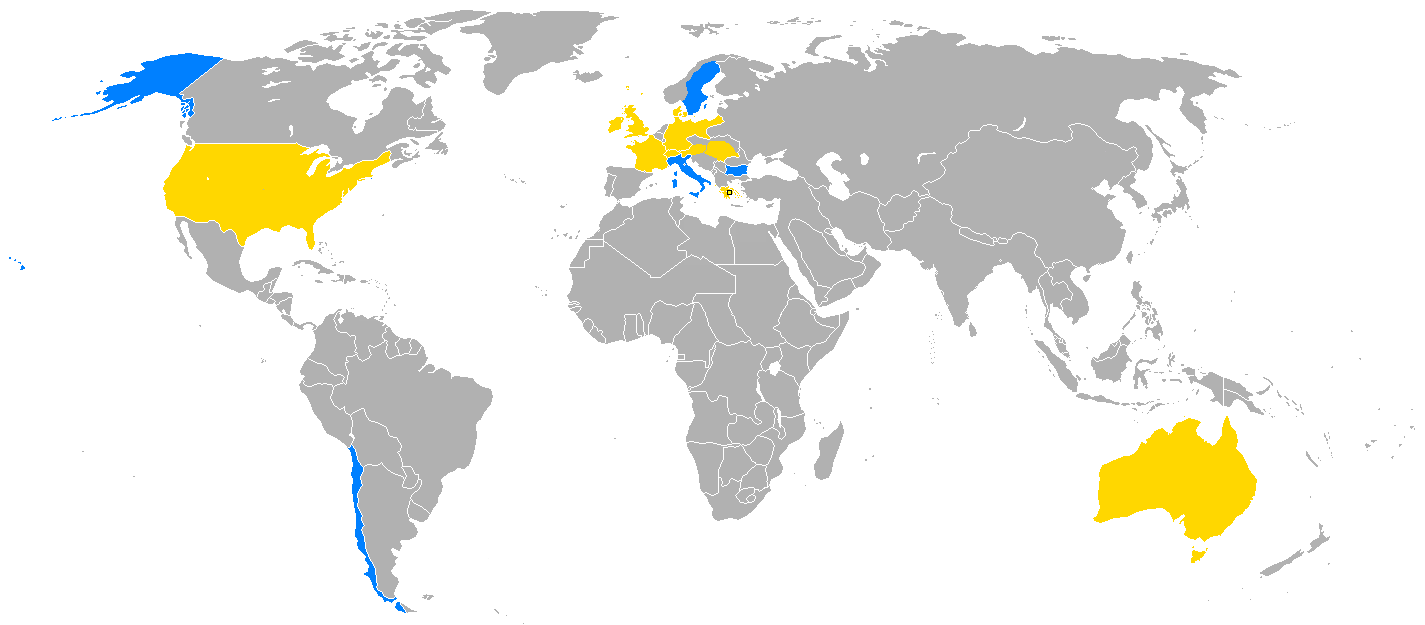
Państwa według zdobytego medalu
kraje, które zdobyły co najmniej jeden złoty medal
kraje, które nie zdobyły żadnego medalu

Klasyfikacja medalowa Letnich Igrzysk Olimpijskich 1896 – zestawienie państw według liczby zdobytych medali podczas Letnich Igrzysk Olimpijskich 1896, znanych także jako I Letnie Igrzyska Olimpijskie. To międzynarodowe wydarzenie sportowe odbywało się od 6 do 15 kwietnia 1896 w Atenach.
Zawody te rozegrano na wzór starożytnych igrzysk greckich organizowanych w Olimpii do roku 393 n.e., kiedy to zostały zniesione przez ostatniego cesarza rzymskiego Teodozjusza I ze względu na przejaw kultu bogów pogańskich. Pierwszymi zawodami na wzór igrzysk greckich był festiwal „L’Olympiade de la République” mający miejsce podczas rewolucji francuskiej, odbywający się w Paryżu w latach 1796–1798. Przez następne lata organizowano imprezy sportowe na wzór igrzysk m.in. w Grecji, gdzie rozgrywano zawody od 1859 do 1889 pod patronatem biznesmena Ewangelosa Zapasa i jego kuzyna Konstandinosa Zapasa. Pomiędzy 16 a 24 czerwca 1894 podczas kongresu powołanego przez Pierre’a de Coubertina na paryskiej Sorbonie, którego celem było utworzenie ruchu olimpijskiego, powołano do życia Międzynarodowy Komitet Olimpijski oraz wybrano Ateny na gospodarza pierwszych igrzysk nowożytnych.
W wyniku późno wysyłanych zaproszeń (w grudniu 1895) pozostawiono mało czasu na przygotowania reprezentacji poszczególnym krajom. W igrzyskach w sumie wzięło udział 241 zawodników z 14 reprezentacji uczestniczących w 9 dyscyplinach sportowych. Uczestnikami w pierwszych nowożytnych igrzyskach były: Australia, Austria, Bułgaria, Chile, Dania, Francja, Grecja, Cesarstwo Niemieckie, Stany Zjednoczone, Szwajcaria, Szwecja, Węgry, Wielka Brytania, Włochy i drużyna mieszana.
Pierwszym finałem rozgrywanym w dniu otwarcia igrzysk był trójskok. Wygrał go Amerykanin James Connolly, który tym samym został pierwszym mistrzem igrzysk nowożytnych.
Najwięcej medali osiągnął Niemiec Hermann Weingärtner, zdobywając sześć medali w gimnastyce: trzy złote, dwa srebrne i jeden brązowy. Najwięcej złotych medali wywalczył Niemiec Carl Schuhmann, zostając czterokrotnym mistrzem olimpijskim, wygrywając z drużyną ćwiczenia na drążku i na poręczy, zaś indywidualnie w skoku przez konia oraz w zapasach w stylu klasycznym.
Najwięcej medali wywalczyli reprezentanci gospodarzy igrzysk, zdobywając 10 złotych, 17 srebrnych i 10 brązowych medali. Najwięcej złotych medali (11) zdobyli reprezentanci Stanów Zjednoczonych.
Medale olimpijskie zostały zaprojektowane przez Jules’a Chaplaina i Nikiforosa Litrasa, a dyplom zaprojektował grecki malarz Nikolaos Jizis

## Tabele medalowe

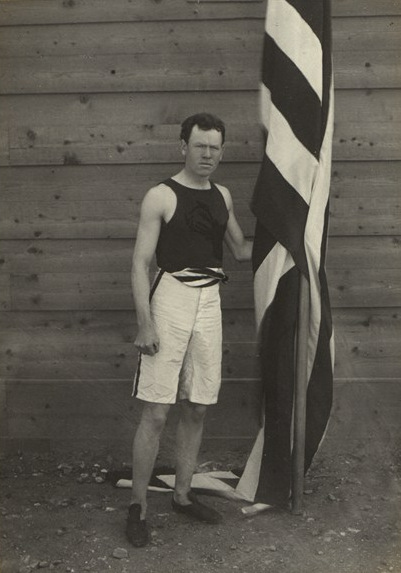
James Connolly, pierwszy mistrz nowożytnych igrzysk olimpijskich; wygrywał trójskok

Poniżej znajdują się tabele medalowe Letnich Igrzysk Olimpijskich 1896, które bazują na wyliczeniach Międzynarodowego Komitetu Olimpijskiego. Ranking jest posortowany według liczby złotych medali, następnie brano pod uwagę srebrne i brązowe. Źródłem informacji jest MKOL, ale organizacja ta nie prowadzi ani nie popiera prowadzenia jakichkolwiek rankingów.

### Klasyfikacja państwowa
Legenda:
     Organizator igrzysk (Grecja)
| Miejsce | Państwo              | Złoto | Srebro | Brąz | Razem |
| ------- | -------------------- | ----- | ------ | ---- | ----- |
| 1.      | Stany Zjednoczone    | 11    | 7      | 2    | 20    |
| 2.      | Grecja               | 10    | 18     | 19   | 47    |
| 3.      | Cesarstwo Niemieckie | 6     | 5      | 2    | 13    |
| 4.      | Francja              | 5     | 4      | 2    | 11    |
| 5       | Wielka Brytania      | 2     | 3      | 2    | 7     |
| 6.      | Węgry                | 2     | 1      | 3    | 6     |
| 7.      | Cesarstwo Austrii    | 2     | 1      | 2    | 5     |
| 8.      | Australia            | 2     | 0      | 0    | 2     |
| 9.      | Dania                | 1     | 2      | 3    | 6     |
| 10.     | Szwajcaria           | 1     | 2      | 0    | 3     |
| 11.     | Drużyna mieszana     | 1     | 1      | 1    | 3     |
|         | RAZEM                | 43    | 43     | 36   | 122   |

## Klasyfikacja państwowa według dyscyplin

### Gimnastyka

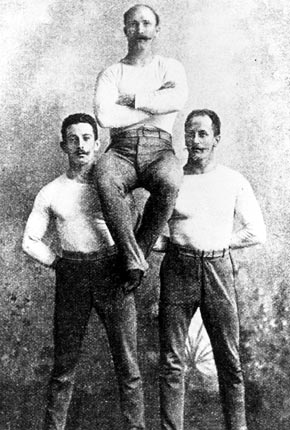
Trójka niemieckich gimnastyków – Carl Schuhmann, Alfred Flatow i Hermann Weingärtner. Łącznie zdobyli 10 medali

Zawody w gimnastyce rozpoczęły się 9 kwietnia, a zakończyły się 11 kwietnia. O medale w 8 konkurencjach walczyło 71 zawodników z 8 lub 9 reprezentacji.
Najwięcej medali zdobyli gimnastycy z Cesarstwa Niemieckiego (10 medali), a najwięcej medali indywidualnie zdobył Hermann Weingärtner (6). Trzy reprezentacje zdobyły medale. Zwycięzcami klasyfikacji medalowej zostali reprezentanci Cesarstwa Niemieckiego, przed Grekami i Szwajcarami.
W konkurencjach ćwiczenia na drążku, ćwiczenia na poręczach oraz ćwiczenia na koniu z łękami przyznano tylko złoty i srebrny medal. Wyniki pozostałych uczestników nie są znane.
Natomiast w konkurencji ćwiczeń na poręczach drużynowo wystartowała tylko jedna reprezentacja – Cesarstwa Niemieckiego i tym samym zdobyła złoty medal.
| Klasyfikacja medalowa |                      |       |        |      |       |        |
| Lp.                   | Państwo              | złoto | srebro | brąz | razem | Źródło |
| 1                     | Cesarstwo Niemieckie | 5     | 3      | 2    | 10    | [ 16 ] |
| 2                     | Grecja               | 2     | 2      | 2    | 6     | [ 17 ] |
| 3                     | Szwajcaria           | 1     | 2      | 0    | 3     | [ 18 ] |
| Łącznie               | Łącznie              | 8     | 7      | 4    | 19    | [ 19 ] |

### Kolarstwo
Zawody w kolarstwie rozpoczęły się 8 kwietnia, a zakończyły 13 kwietnia. O medale w 6 konkurencjach walczyło 19 zawodników z 5 krajów.
Najwięcej medali zdobyli Francuzi (6 medali). Indywidualnie najwięcej medali zdobyli Paul Masson i Adolf Schmal (po 3 medale).
W wyścigu na 100 km zawody ukończyli tylko Léon Flameng i Jeorjos Koletis, w wyścigu dwunastogodzinnym do mety także dojechało dwóch zawodników: Adolf Schmal przed Frankiem Keepingiem.
| Klasyfikacja medalowa |                      |       |        |      |       |        |
| Lp.                   | Państwo              | złoto | srebro | brąz | razem | Źródło |
| 1                     | Francja              | 4     | 1      | 1    | 6     | [ 21 ] |
| 2                     | Grecja               | 1     | 3      | 0    | 4     | [ 22 ] |
| 3                     | Cesarstwo Austrii    | 1     | 0      | 2    | 3     | [ 23 ] |
| 4                     | Wielka Brytania      | 0     | 1      | 1    | 2     | [ 24 ] |
| 5                     | Cesarstwo Niemieckie | 0     | 1      | 0    | 1     | [ 25 ] |
| Łącznie               | Łącznie              | 6     | 6      | 4    | 16    | [ 26 ] |

### Lekkoatletyka
Zawody lekkoatletyce rozpoczęły się 6 kwietnia, a zakończyły się 10 kwietnia. O medale w 12 konkurencjach walczyło 63 zawodników z 9 krajów.
Zwycięzcami klasyfikacji medalowej zostali Amerykanie (17 medali), przed lekkoatletami z Australii i Grekami. Zaś indywidualnie najwięcej medali zdobył Robert Garrett z USA (4 medale).
W konkurencji skoku wzwyż przyznano dwa srebrne medale, dla Roberta Garretta i Jamesa Connolly’ego. W finale biegu na 110 m przez płotki wystartowało dwóch z czterech zgłoszonych zawodników, ponieważ w tym czasie Frantz Reichel był pomocnikiem Albina Lermusiaux w biegu maratońskim, a Welles Hoyt przygotowywał się do startu w skoku o tyczce. Hoyt z wynikiem 3,30 m zwyciężył w tej konkurencji pokonując o 10 cm swojego rodaka Alberta Tylera, a Ewangelos Damaskos i Joanis Teodoropulos zdobyli brązowe medale. W biegu na 100 m zdobywcami brązowych medali zostali Francis Lane i Alajos Szokolyi osiągając taki sam rezultat – 12,6 sekundy.
| Klasyfikacja medalowa |                      |       |        |      |       |        |
| Lp.                   | Państwo              | złoto | srebro | brąz | razem | Źródło |
| 1                     | Stany Zjednoczone    | 9     | 6      | 2    | 17    | [ 28 ] |
| 2                     | Australia            | 2     | 0      | 0    | 2     | [ 29 ] |
| 3                     | Grecja               | 1     | 3      | 6    | 10    | [ 30 ] |
| 4                     | Węgry                | 0     | 1      | 2    | 3     | [ 31 ] |
| 5                     | Francja              | 0     | 1      | 1    | 2     | [ 32 ] |
| 5                     | Wielka Brytania      | 0     | 1      | 1    | 2     | [ 33 ] |
| 7                     | Cesarstwo Niemieckie | 0     | 1      | 0    | 1     | [ 34 ] |
| Łącznie               | Łącznie              | 12    | 13     | 12   | 37    | [ 35 ] |

### Pływanie

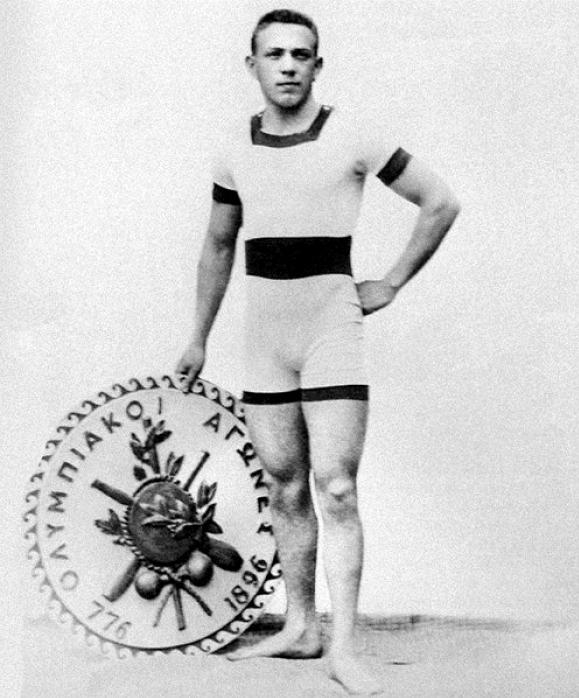
Dwukrotny węgierski złoty medalista – Alfréd Hajós

Zawody w pływaniu odbyły się 11 kwietnia. O medale w 4 konkurencjach walczyło 14 zawodników z 4 krajów.
Najwięcej medali zdobyli Grecy (6 medali), a indywidualnie najwięcej medali wywalczył Alfréd Hajós (2 medale).
| Klasyfikacja medalowa |                   |       |        |      |       |        |
| Lp.                   | Państwo           | złoto | srebro | brąz | razem | Źródło |
| 1                     | Węgry             | 2     | 0      | 0    | 2     | [ 37 ] |
| 2                     | Grecja            | 1     | 3      | 2    | 6     | [ 38 ] |
| 3                     | Cesarstwo Austrii | 1     | 1      | 0    | 2     | [ 39 ] |
| Łącznie               | Łącznie           | 4     | 4      | 3    | 11    | [ 40 ] |

### Podnoszenie ciężarów

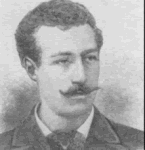
Złoty i srebrny medalista Launceston Elliot

Zawody w podnoszeniu ciężarów odbyły się 7 kwietnia. O medale w 2 konkurencjach walczyło 7 zawodników z 5 krajów.
Najwięcej medali zdobyły reprezentacje Wielkiej Brytanii, Danii i Grecji (po 2 medale), zaś indywidualnie najlepsi okazali się Launceston Elliot i Viggo Jensen (2 medale).
| Klasyfikacja medalowa |                 |       |        |      |       |        |
| Lp.                   | Państwo         | złoto | srebro | brąz | razem | Źródło |
| 1                     | Wielka Brytania | 1     | 1      | 0    | 2     | [ 42 ] |
| 1                     | Dania           | 1     | 1      | 0    | 2     | [ 43 ] |
| 2                     | Grecja          | 0     | 0      | 2    | 2     | [ 44 ] |
| Łącznie               | Łącznie         | 2     | 2      | 2    | 6     | [ 45 ] |

### Strzelectwo

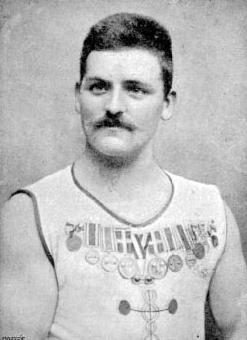
Viggo Jensen, jeden z medalistów olimpijskich w strzelectwie

Zawody w strzelectwie rozpoczęły się 8 kwietnia i trwały do 10 kwietnia. O medale w 5 konkurencjach walczyło 38 zawodników z 7 krajów.
Najwięcej medali zdobyli reprezentanci gospodarzy (9 medali), przed Amerykanami i Duńczykami. Najwięcej medali indywidualnie zdobył Grek Joanis Frangudis (3 medale).
| Klasyfikacja medalowa |                   |       |        |      |       |        |
| Lp.                   | Państwo           | złoto | srebro | brąz | razem | Źródło |
| 1                     | Grecja            | 3     | 3      | 3    | 9     | [ 47 ] |
| 2                     | Stany Zjednoczone | 2     | 1      | 0    | 3     | [ 48 ] |
| 3                     | Dania             | 0     | 1      | 2    | 3     | [ 49 ] |
| Łącznie               | Łącznie           | 5     | 5      | 5    | 15    | [ 50 ] |

### Szermierka

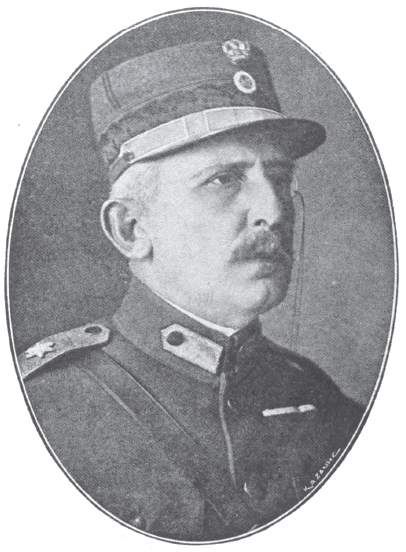
Brązowy medalista we florecie – Periklis Pierakos-Mawromichalis

Zawody w szermierce rozpoczęły się 7 kwietnia, a zakończyły się 9 kwietnia. O medale w 3 konkurencjach walczyło 15 zawodników z 4 krajów.
Najwięcej medali zdobyli gospodarze (4 medale), przed Francuzami i Duńczykami.
Turniej zawodowych florecistów, był jedną konkurencją na tych igrzyskach, wyłącznie dla profesjonalistów. Zgłosiło się 2 zawodników: Leonidas Pirgos i Jean Maurice Perronet, wygrał Leonidas Pirgos wynikiem 3-1.
| Klasyfikacja medalowa |         |       |        |      |       |        |
| Lp.                   | Państwo | złoto | srebro | brąz | razem | Źródło |
| 1                     | Grecja  | 2     | 1      | 1    | 4     | [ 52 ] |
| 2                     | Francja | 1     | 2      | 0    | 3     | [ 53 ] |
| 3                     | Dania   | 0     | 0      | 1    | 1     | [ 54 ] |
| Łącznie               | Łącznie | 3     | 3      | 2    | 8     | [ 55 ] |

### Tenis ziemny

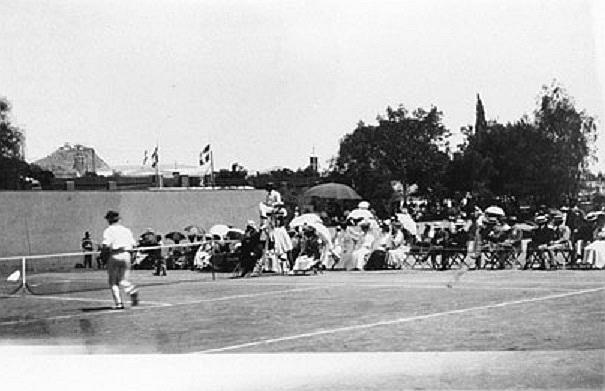
Mecz finałowy w grze pojedynczej

Zawody w tenisie rozpoczęły się 8 kwietnia i trwały do 11 kwietnia. O medale w 2 konkurencjach walczyło 13 zawodników z 6 reprezentacji.
Najwięcej medali zdobyła reprezentacja zespołu mieszanego (3 medale), a indywidualnie John Pius Boland (2 medale).
W grze pojedynczej brązowe medale przyznawano zawodnikom, którzy przegrali w półfinałach.
| Klasyfikacja medalowa |                  |       |        |      |       |                      |
| Lp.                   | Państwo          | złoto | srebro | brąz | razem | Źródło               |
| 1                     | Drużyna mieszana | 1     | 1      | 1    | 3     | [ 58 ]               |
| 2                     | Wielka Brytania  | 1     | 0      | 0    | 1     | [ 59 ]               |
| 3                     | Grecja           | 0     | 1      | 1    | 2     | [ 58 ]               |
| 4                     | Węgry            | 0     | 0      | 1    | 1     | [ 60 ]               |
| Łącznie               | Łącznie          | 2     | 2      | 3    | 7     | [ 58 ] [ 61 ] [ 62 ] |

### Zapasy

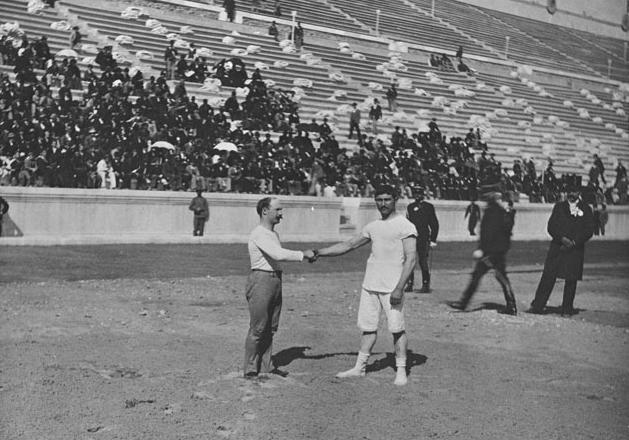
Przed Finałem, z lewej Carl Schuhmann późniejszy złoty medalista.

Zawody w zapasach w stylu klasycznym rozpoczęły się 10 kwietnia i trwały dwa dni. O medale walczyło 5 zawodników z 4 krajów.
Najwięcej medali zdobyła reprezentacja Grecji (2 medale) a mistrzem olimpijskim został niemiecki gimnastyk Carl Schuhmann.
| Klasyfikacja medalowa |                      |       |        |      |       |        |
| Lp.                   | Państwo              | złoto | srebro | brąz | razem | Źródło |
| 1                     | Cesarstwo Niemieckie | 1     | 0      | 0    | 1     | [ 64 ] |
| 2                     | Grecja               | 0     | 1      | 1    | 2     | [ 65 ] |
| Łącznie               | Łącznie              | 1     | 1      | 1    | 3     | [ 66 ] |

## Klasyfikacja kontynentalna
| Klasyfikacja medalowa |                     |       |        |      |       |
| Lp.                   | Kontynent           | złoto | srebro | brąz | razem |
| 1.                    | Europa              | 30    | 36     | 34   | 100   |
| 2.                    | Ameryka Północna    | 11    | 7      | 2    | 20    |
| 3.                    | Australia i Oceania | 2     | 0      | 0    | 2     |